# Wschodnioniemiecka Formuła 3 Sezon 1956
Sezon 1956 był siódmym sezonem Wschodnioniemieckiej Formuły 3.
Pojemność silników samochodów była ograniczona do 500 cm³.

## Kalendarz wyścigów
| Runda | Data        | Tor         | Pole position   | Najszybsze okrążenie      | Zwycięzca (kierowcy) | Zwycięzca (zespoły) |
| ----- | ----------- | ----------- | --------------- | ------------------------- | -------------------- | ------------------- |
| 1     | 6 maja      | Lipsk       | ?               | Kurt Ahrens sr.           | Kurt Ahrens sr.      | Kurt Ahrens         |
| 2     | 17 czerwca  | Halle-Saale | ?               | Kurt Kuhnke               | Kurt Ahrens sr.      | Kurt Ahrens         |
| 3     | 5 sierpnia  | Wismar      | ?               | Kurt Kuhnke Theo Helfrich | Kurt Kuhnke          | Kurt Ahrens         |
| 4     | 23 września | Dessau      | Kurt Ahrens sr. | Lex Beels                 | Lex Beels            | Beels Racing Team   |

## Klasyfikacja kierowców
| Legenda oznaczeń w tabelach wyników Wyświetl szablon na nowej stronie | Legenda oznaczeń w tabelach wyników Wyświetl szablon na nowej stronie                                                                     |
| Oznaczenie                                                            | Wyjaśnienie |
| --------------------------------------------------------------------- | --- |
| Złoty                                                                 | Zwycięzca lub mistrzostwo |
| Srebrny                                                               | 2. miejsce lub wicemistrzostwo |
| Brązowy                                                               | 3. miejsce lub II wicemistrzostwo |
| Zielony                                                               | Ukończył, punktował (w klasyfikacji generalnej, gdy zdobył co najmniej jeden punkt na przestrzeni sezonu, poza trzema powyższymi opcjami) |
| Niebieski                                                             | Ukończył, nie punktował (w klasyfikacji generalnej, gdy nie zdobył co najmniej jednego punktu na przestrzeni sezonu)                      |
| Czerwony                                                              | Nie zakwalifikował się (NZ) |
| Czerwony                                                              | Nie prekwalifikował się (NPK) |
| Różowy                                                                | Nie ukończył (NU) |
| Różowy                                                                | Niesklasyfikowany (NS) (w klasyfikacji generalnej, gdy nie został sklasyfikowany w żadnym wyścigu sezonu)                                 |
| Czarny                                                                | Zdyskwalifikowany (DK) |
| Czarny                                                                | Wykluczony (WYK/EX) |
| Biały                                                                 | Nie wystartował (NW) |
| Biały                                                                 | Kontuzjowany (K/INJ) |
| Biały                                                                 | Wyścig odwołany (OD/C) |
| Bez koloru                                                            | Został wycofany (WYC/WD) |
| Bez koloru                                                            | Nie przybył (NP/DNA) |
| Bez koloru                                                            | Nie brał udziału w treningach (NT/DNP) |
| Bez koloru                                                            | Nie został zgłoszony (–) |
| Pogrubienie                                                           | Start z pole position |
| Kursywa                                                               | Najszybsze okrążenie wyścigu |
| †                                                                     | Nie ukończył, ale jego rezultat został zaliczony ze względu na przejechanie więcej niż 90% dystansu wyścigu.                              |
| *                                                                     | Sezon w trakcie |
| 1/2/3                                                                 | Punktowana pozycja w sprincie kwalifikacyjnym                                                                                             |
| Lista systemów punktacji Formuły 1                                    | |

| Poz.                                          | Kierowca          | Zespół                  | LIP | HSS | WIS | DES | Punkty |
| --------------------------------------------- | ----------------- | ----------------------- | --- | --- | --- | --- | ------ |
| 1                                             | Willy Lehmann     | BSG Einheit Halle       | 4   | 4   | 5   | 4   | 20,5   |
| 2                                             | Günter Lenssen    | BSG Post Dresden        | 5   | 5   | -   | 5   | 12     |
| 3                                             | Heinz Melkus      | BSG Post Dresden        | NU  | NU  | ?   | NU  | 0,5    |
| NS                                            | Gerhard Brembach  | BSG Aktivist Merkers    | ?   | ?   | 4   | ?   | 0      |
| NS                                            | Horst Mansfeld    | BSG Chemie Wolfen       | ?   | NU  | ?   | 6   | 0      |
| NS                                            | Helmut Zimmer     | BSG Lok Mitte Dresden   | ?   | NU  | ?   | 7   | 0      |
| NS                                            | Willy Krenkel     | BSG Motor Niedersedlitz | NU  | ?   | -   | ?   | 0      |
| NS                                            | Franz Horn        | BSG Lok Delitzsch       | ?   | -   | -   | -   | 0      |
| NS                                            | Rudolf Stumpf     | BSG Motor Süd Gera      | ?   | -   | -   | -   | 0      |
| NS                                            | Siegfried Seifert | BSG Motor Niedersedlitz | -   | -   | ?   | -   | 0      |
| NS                                            | Willi Stiehler    | BSG Lok Delitzsch       | -   | -   | ?   | -   | 0      |
| Kierowcy niedopuszczeni do zdobywania punktów |                   |                         |     |     |     |     |        |
| NS                                            | Kurt Ahrens sr.   | Kurt Ahrens             | 1   | 1   | -   | 3   | 0      |
| NS                                            | Kurt Kuhnke       | Kurt Kuhnke             | 2   | 2   | 1   | NU  | 0      |
| NS                                            | Lex Beels         | Beels Racing Team       | -   | 3   | -   | 1   | 0      |
| NS                                            | Theo Helfrich     | Theo Helfrich           | 3   | -   | 2   | 2   | 0      |
| NS                                            | Philipp Meub      | Philipp Meub            | NU  | -   | 3   | NU  | 0      |
| NS                                            | Oswald Karch      | Oswald Karch            | NU  | NU  | ?   | ?   | 0      |
| NS                                            | Heinz Herrmann    | BSG Post Dresden        | NU  | ?   | ?   | ?   | 0      |
| NS                                            | Rudi Wüstrich     | Rudi Wüstrich           | -   | -   | ?   | ?   | 0      |
| NS                                            | Paul Hoffmann     | Paul Hoffmann           | -   | -   | -   | ?   | 0      |